# それいけ!アンパンマン 恐竜ノッシーの大冒険
『それいけ!アンパンマン 恐竜ノッシーの大冒険』（それいけアンパンマン きょうりゅうノッシーのだいぼうけん）は1993年7月17日公開の、映画『それいけ!アンパンマン』シリーズ通算第5作。同時上映作品は『かいけつゾロリ まほう使いのでし・大かいぞくの宝さがし』。
全日本私立幼稚園連合会、社会福祉法人日本保育協会推薦作品。キャッチコピーは「救え！ 恐竜の国、ぼくらの地球。」。

## 概要
前作は春の公開だったが、本作から再び夏の公開となる。アンパンマン生誕20周年記念映画として制作。恐竜の国の住人ノッシーとアンパンマン達との触れ合いと光の玉をめぐる冒険を描いている。また、メロンパンナが初めて劇場版に登場するのもこの作品からである。前作には登場しなかったホラーマンが本作で再登場する。
脚本は前作『つみき城のひみつ』を担当した岸間信明。音楽は1992年5月11日に亡くなったいずみたくに代わって本作よりいずみの弟子であり、アンパンマンシリーズで数々のキャラクターソングの編曲を受け持った近藤浩章が担当。但し、いずみが生前に担当した楽曲も既存の物の流用や近藤による編曲、アレンジで使用されている為、近藤は単独のクレジットではなく、故人となったいずみと連名でクレジットされている。なお、近藤はこの時点ではテレビシリーズの音楽製作担当ではなかったが、公開後のテレビシリーズでは本作の劇伴の多くが流用されている。
TVシリーズのサブキャラクターがピクニック参加者として多数登場する（ただし台詞があるのは一部のキャラクターのみ）。本作では、アンパンマンたちが敵の攻撃によって石化の危機に陥る。
この作品から、劇場版では周囲の仲間たちが状態変化（動物や物体に姿を変えられる強制変身、汚染や石化光線等で動けなくなってしまう固め）で絶体絶命の危機に陥るようになる。そして、残された主要キャラクターが壁を乗り越える展開になるのが定番となる。
エンディング終了後、メロンパンナを筆頭に『アンパンマン』のレギュラーおよび準レギュラーキャラクター達が総登場し、アンパンマン生誕20周年を祝う映像が挿入されている。
他作品との同時上映は第1作以来であり、第2作から第27作までの間の劇場版では唯一『アンパンマン』以外の作品と同時上映され、長編のみ制作されている。
本作品が公開された1993年は、日米で恐竜ブームが起きており、特に恐竜の子供が登場する作品が多く、本作品もその1つに数えられる。

## あらすじ
ある日、SLマンが引く列車に乗ってピクニックに出かけたアンパンマン達。しかし、ばいきんまんとドキンちゃんがいわおとこと共に邪魔をしてきた。何とか追い払ったもののいわおとこが崩れたショックで異次元への入口が現れ、その直後全員異次元空間に巻き込まれてしまう。
異次元空間を抜けるとそこは恐竜の国。アンパンマン達はケガをしていた子供の恐竜ノッシーを助けて仲良くなる。
だがある日、恐竜の国は「命の木」が枯れかかってしまい破滅の危機に陥ってしまう。アンパンマン達とノッシーは命の木を救うことができる「光の玉」を探しに、ばいきんまんと戦いながら翼竜の町や海の中を巡っていく。ところが、苦労して見つけた光の玉がいわおとこの体内に入ってしまい、いわおとこは石の怪獣ゴロンゴラに変身してしまう。

## 登場キャラクター（キャスト）
詳細はアンパンマンの登場人物一覧を参照。

### レギュラーキャラクター
アンパンマン
声 - 戸田恵子
カレーパンマンやしょくぱんまんより後の方で、石化の危機に陥るも、ジャムおじさんから新しい顔を優先して作ってもらった。
ばいきんまん
声 - 中尾隆聖
本作の悪役。序盤でピクニックの妨害、その後は命の木の危機の原因をつくったわけではないが、解決しようとするアンパンマンたちを妨害した。
ジャムおじさん
声 - 増岡弘
本作では最後まで作業着姿の登場で、従来の服装は登場しない。
バタコさん
声 - 佐久間レイ
ジャムおじさん同様、最後まで作業着を着ていた。
めいけんチーズ
声 - 山寺宏一
最初にノッシーと対面する。
ドキンちゃん
声 - 鶴ひろみ
しょくぱんまん
声 - 島本須美
異次元に飛ばされてアンパンマン達とはぐれたため、しばらく出番がなかったが、ブラン湖でSLマンに乗ってアンパンマンたちに合流。アンパンマンよりも先に石にされた。
カレーパンマン
声 - 柳沢三千代
しょくぱんまん同様、アンパンマン達とは別の場所に飛ばされていたが、翼竜の谷でアンパンマン達と合流した。しょくぱんまん同様に、アンパンマンよりも先に石にされた。
メロンパンナ
声 - かないみか
劇場版初登場であることもあり、本作では活躍シーンが多く、ゴロンゴラとの戦いではノッシーとともに完全石化を免れた（ただしマントなどは石化された）。
SLマン（エスエルマン）
声 - 富山敬
しょくぱんまんと同じく、異次元に飛ばされてアンパンマン達とはぐれたため、しばらく出番がなかったが、ブラン湖でしょくぱんまん達を乗せて、アンパンマンたちに合流。
ホラーマン
声 - 肝付兼太
当初はアンパンマン達を追いかけていたが、恐竜の国でばいきんまん達に会ってからは彼らと行動することになった。前作では未登場で、前作の同時上映『アンパンマンとゆかいな仲間たち』には歌のシーンにのみ登場していたが、本作以降の作品には毎回登場するようになる。
いわおとこ
声 - 屋良有作
性別 - 男
岩の巨人。TV版とは姿が違い別人。筋肉のような岩をまとい、あまりしゃべらない。ばいきんまんの命令を聞いて悪事をして登場するが、メロンパンナのメロメロパンチを受け、アンパンマン、カレーパンマン、しょくぱんまんのトドメのトリプルパンチで胴体がバラバラに破壊された。
どんぶりまんトリオ
てんどんまん
声 - 坂本千夏
カツドンマン
声 - 三ツ矢雄二
かまめしどん
声 - 山寺宏一
おむすびまん
声 - 京田尚子
本編の中盤に活躍するも、オープニングのいわおとこ戦、終盤のゴロンゴラ戦には不参加。
アンパンマンたちより先に恐竜の町にいたにもかかわらず、翼竜の谷で、カレーパンマンと一緒に命の木についての説明をアンパンマンたちから聞いている。その後、恐竜の町へ向かったはずだが、何故かSLマンたちと一緒にブラン湖から戻っているシーンがある。
劇場版本編で、声ありで登場したのは、第1作『キラキラ星の涙』と本作のみである（声なしで劇場版本編に登場したり、声ありで同時上映に登場したりすることはある）。
こむすびまん
声 - 林原めぐみ
メロンパンナ同様、劇場版本編初参加（同時上映は1990年の作品が初）。アンパンマンたちより先に恐竜の町にいたが、翼竜の谷でも参戦した。そのあと、恐竜の町に戻ったはずだが、その後SLマンの客車でブラン湖から戻っているシーンがある。
劇場版本編で、声ありで登場したのは本作のみである。
かぜこぞう
声 - 鈴木みえ
恐竜の町にいたはずだが、その後、SLマンやしょくぱんまんたちと一緒にブラン湖の場面で登場する。

### ゲストキャラクター
ノッシー
声 - TARAKO
性別 - 男
恐竜の国に住んでいる竜脚下目の黄色い恐竜の男の子。普段は4足歩行だが、後ろ足で立つこともできる。少々臆病だが心は優しい。枯れかけてしまっている命の木を蘇らせるため、アンパンマンたちと共に光の玉を探す旅に出る。また、劇場版のゲストキャラで初めてアンパンマンの顔を届けたキャラでもある（ただし、失敗している）。
しわしわ竜（しわしわりゅう）
声 - 八奈見乗児
性別 - 男
恐竜の国の物知りな指導者であるパラサウロロフスの長老。名前の通りかなりしわくちゃで、首を支え棒で支えてもらっている。
ドタゴン
声 - 滝口順平
性別 - 男
ブラン湖の底の貝殻の城で真珠の玉を守っている番人。恐竜ではなくジュゴンの姿をしている。体はとても大きくて力も強い。口癖は「お仕置きだど」。
ゴロンゴラ
4足歩行の巨大な岩の怪獣で、光の玉を飲み込んで変身したいわおとこ。アンパンマン、カレーパンマン、しょくぱんまんの3人がかりでも敵わない怪力と、口から出す化石光線が武器。化石光線を浴びると誰でも化石になってしまう。崖から落ちて砕け散るが、光の玉ですぐに復活。光の玉を取り出さない限り復活する。復活後は頭にバイキンUFOがくっつき、ばいきんまんが操る。アンパンマン達を極限まで追い詰めるが、ノッシーの涙により最後の力を振り絞った命の木に雁字搦めにされ、復活したアンパンマンの前に敗れた。アンパンマンの映画では唯一、最後までばいきんまんと共に悪事をした敵キャラクターでもある。
恐竜たち（きょうりゅうたち）
声 - 屋良有作、肝付兼太、三ツ矢雄二他
性別 - 男、女
恐竜の国の町民。
翼竜のお父さん（よくりゅうのおとうさん）
声 - 富山敬
性別 - 男
子供が産まれるのを楽しみに、光の玉に似た卵を守っている翼竜の父親。
翼竜のお母さん（よくりゅうのおかあさん）
声 - 滝沢ロコ
性別 - 女
子供が産まれるのを楽しみに、光の玉に似た卵を守っている翼竜の母親。
翼竜の赤ちゃん（よくりゅうのあかちゃん）
性別 - 不明
光の玉に似た卵から産まれた赤ちゃん。

### その他のキャラクター
全てピクニック参加者で、アンパンマンたち共々恐竜の国に迷い込んだ。テレビアニメで後に共演した際には、ピクニックを共にしたにもかかわらず、初対面に設定されている回もある。
みみせんせい
声 - 滝沢ロコ
カバオくん
声 - 山寺宏一
ウサ子（ウサこ）
声 - 中村ひろみ
ピョン吉（ピョンきち）
ネコ美（ネコみ）
クマ太（クマた）
ブタお
ちゅうしゃき先生（ちゅうしゃきせんせい）
恐竜達に注射を打った。ただし、カバオくんたちは注射なし。
はみがきまん
恐竜達に歯を磨いた。
あかちゃんまん
オープニングでは、アンパンマン、カレーパンマン、しょくぱんまん、メロンパンナと共にいわおとこと戦闘を繰り広げる。恐竜の町にいたのだが、翼竜の谷でも活躍する。台詞はない。
鉄火のマキちゃん（てっかのマキちゃん）
ナースの衣装を着ているシーンがある。
みるくぼうや　
らーめんてんし
声 - 中村ひろみ
映画『キラキラ星の涙』同様に、大勢のキャラクターにラーメンをごちそうしていた。
ヤギ画伯（ヤギがはく）
ゲンコツくん
りんごちゃん
クレヨンマン
カレンダーマン
ピザパイむすめ
カメラのパチリくん
バケルくん
声 - 鈴木みえ
かきくけこちゃん
くろべえ
ポテトン
ピーナッツブラザーズ
ナッツ
ラッカー
ほうたいまん
ほのおくん
りんりん（ジングル山）
にんにくこぞう
かみなりピカタン
レッドくん
べにしょうがママ
ティーポットマン
マドモアゼル・クレープ
シュガーぼうや
かんたんシスターズ
プラちゃん
マイちゃん
恐竜の町にいたはずだが、SLマンたちと一緒にブラン湖の場面でも登場している。

## 用語
恐竜の国（きょうりゅうのくに）
恐竜の町（きょうりゅうのまち）
命の木（いのちのき）
翼竜の谷（よくりゅうのたに）
ブラン湖（ブランこ）
ゴロンゴラ高原（ゴロンゴラこうげん）

### 乗り物と道具
アンパンマン号（アンパンマンごう）
光の玉（ひかりのたま）
ゴロンゴラ高原のピラミッドにある宝玉。枯れた命の木を蘇らせる能力を持っている。

#### バイキンメカ
バイキンUFO（バイキンユーフォー）
ドキンUFO（ドキンユーフォー）
バイキンバード
翼竜型のロボット。高速での飛行が可能。光の玉を奪うために作られた。翼竜の谷で、住人の翼竜たちにアンパンマンたちを悪者と思い込ませ、その合間に大切に安置された卵を光の玉と間違えて奪い逃走を図るが、カレーパンマンとメロンパンナに取り返される。最後はおむすびまん、あかちゃんまん、らーめんてんし、ノッシーたちが落とした氷柱で大破させられ、ばいきんまんとドキンちゃんはボロボロのバイキンUFOで撤退した。
イカロボット
イカ型の潜水メカ。墨を吐いて相手の目をくらませたり、足で締め付けたりして攻撃する。胴体と足が分離可能で、胴体にはバイキンUFOが仕込んである。ブラン湖でアンパンマン号とドタゴンを襲い、真珠の玉を光の玉と間違えて奪って逃走を図るものの、トリプルパンチに敗れる。

## スタッフ
- 製作総指揮 - 加藤俊三
- 企画 - 武井英彦
- 原作 - やなせたかし「きょうりゅうノッシーのだいぼうけん」（フレーベル館刊）
- 脚本 - 岸間信明
- 音楽 - いずみたく、近藤浩章
- 主題歌 - 三木たかし
- キャラクター・デザイン、作画監督 - 前田実
- 美術 - 横山幸博
- 撮影 - 長谷川肇
- 音響監督 - 山田悦司
- 音楽監督 - 鈴木清司
- 編集 - 鶴渕和子
- 助監督 - 川越淳
- プロデューサー - 伊藤響、尾﨑穏通
- 監督 - 永丘昭典
- 原画 - 菖蒲隆彦、伊東誠、江口摩吏介、星野絵美、大久保修、山本天志、増谷三郎、スタジオ ジュニオ 、大道博政、梶原賢二、阿部航、梅原隆弘、増田清美
- 音響効果 - 糸川幸良
- 絵コンテ- 永丘昭典、川越淳、矢野博之、篠原俊哉
- 文芸 - 小野田博之
- アシスタントプロデューサー - 小沢十光
- 制作担当 - 小林辰与
- 制作協力 - スタジオ ジュニオ
- 配給 - 松竹富士
- 製作 - 日本テレビ、松竹富士、東京ムービー新社、フレーベル館、バップ

## 楽曲
オープニング『アンパンマンのマーチ』
エンディング『勇気りんりん』
作詞：やなせたかし、作曲：三木たかし、編曲：大谷和夫、歌：ドリーミング
挿入歌
『ノンノンノッシー』
作詞：やなせたかし、作曲・編曲：近藤浩章、歌：ドリーミング、コーラス：恐竜の国のなかまたち
『ハ行で笑うばいきんまん』
作詞：やなせたかし、作曲：宮崎尚志、編曲：近藤浩章、歌：中尾隆聖
『入り口のない国』
作詞：やなせたかし、作曲：菅井えり、編曲：近藤浩章、歌：ドリーミング